# Přívrat
Přívrat är en ort i Tjeckien.   Den ligger i regionen Pardubice, i den östra delen av landet, 140 km öster om huvudstaden Prag. Přívrat ligger 442 meter över havet och antalet invånare är 320.
Terrängen runt Přívrat är kuperad åt nordost, men åt sydväst är den platt. Runt Přívrat är det ganska glesbefolkat, med 50 invånare per kvadratkilometer. Närmaste större samhälle är Svitavy, 19,4 km söder om Přívrat. I omgivningarna runt Přívrat växer i huvudsak blandskog.